# Johanneskirche (Meißen-Cölln)

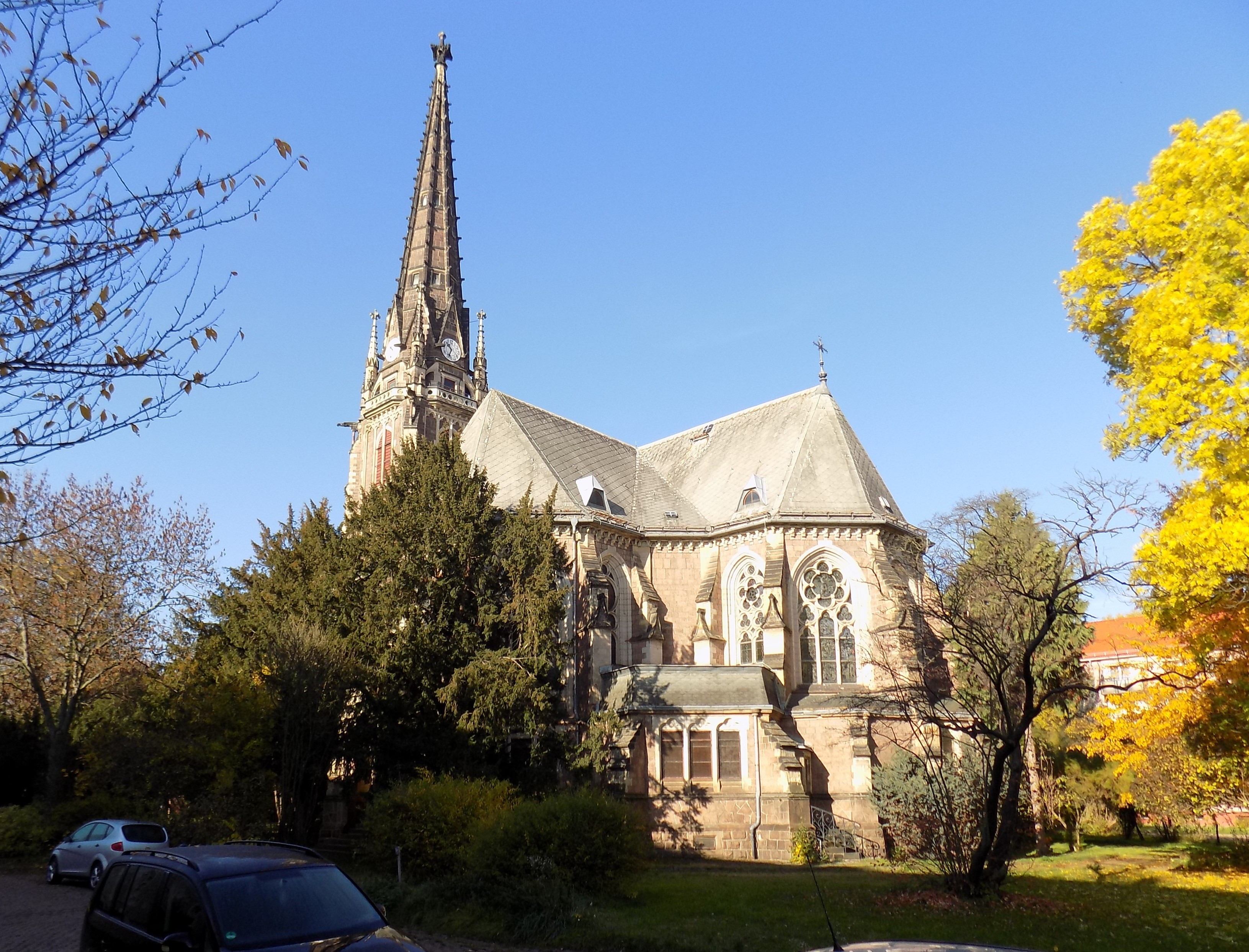
Johanneskirche (Meißen-Cölln)

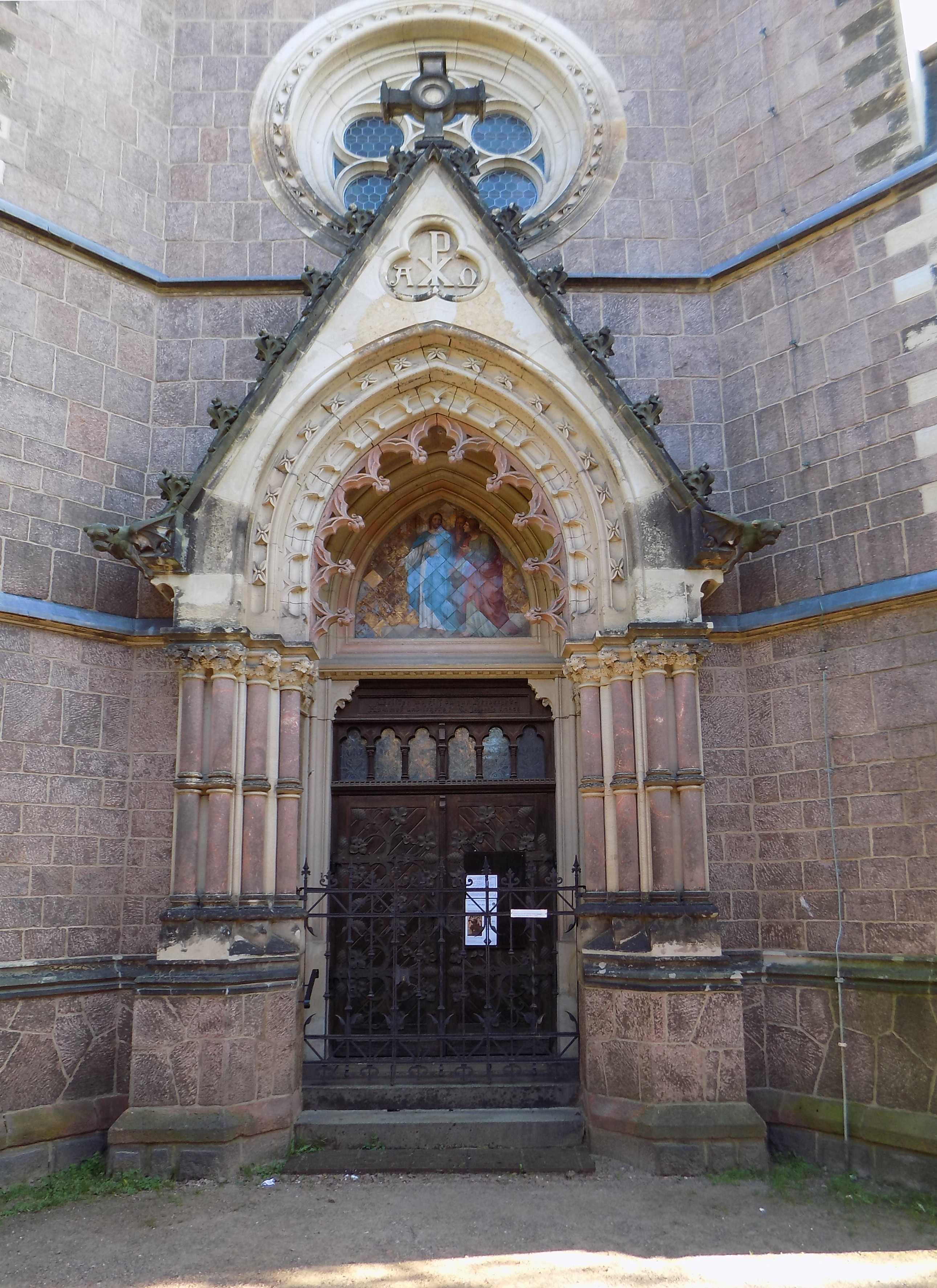
Portal mit Gemälde auf Ton

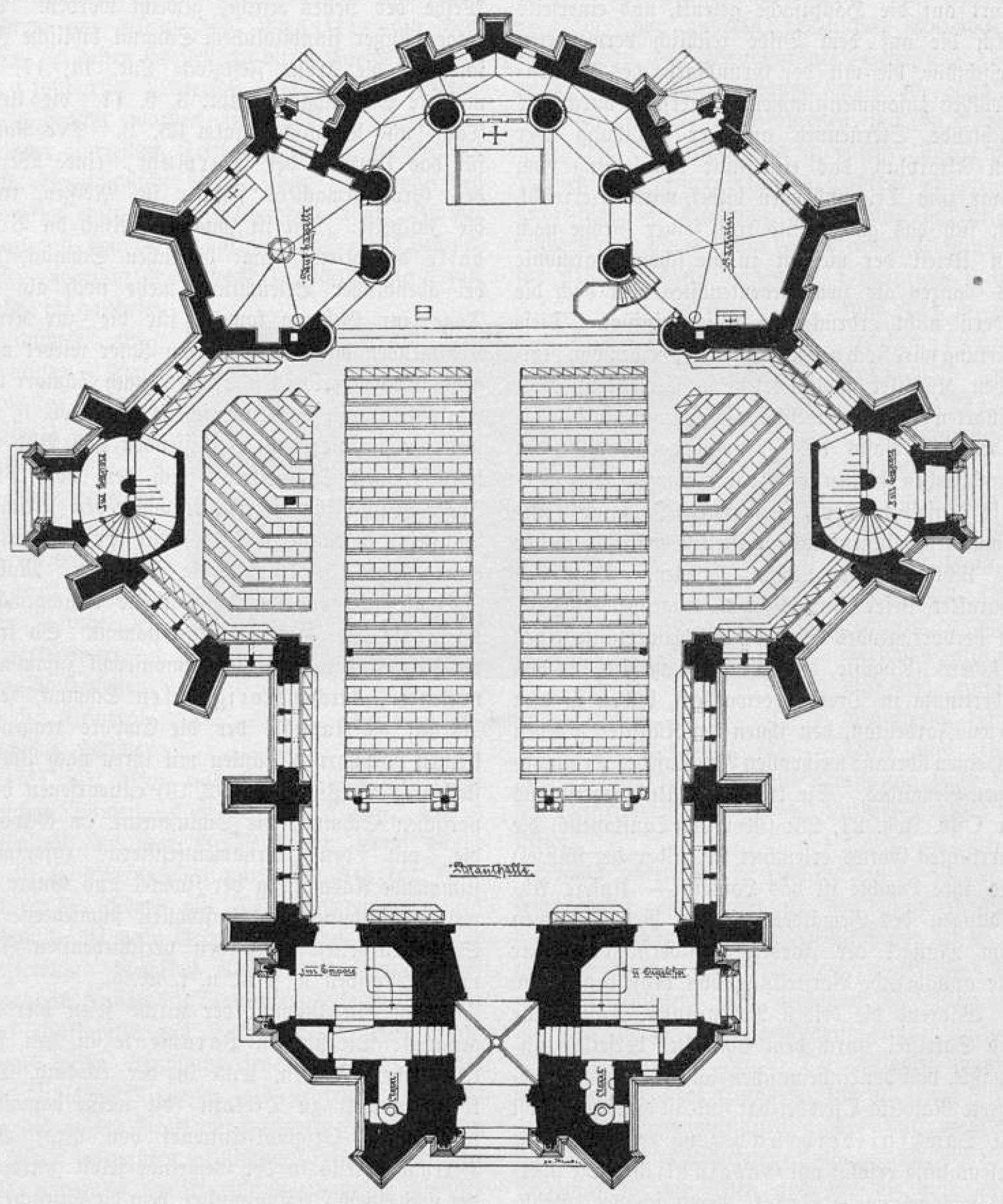
Grundriss

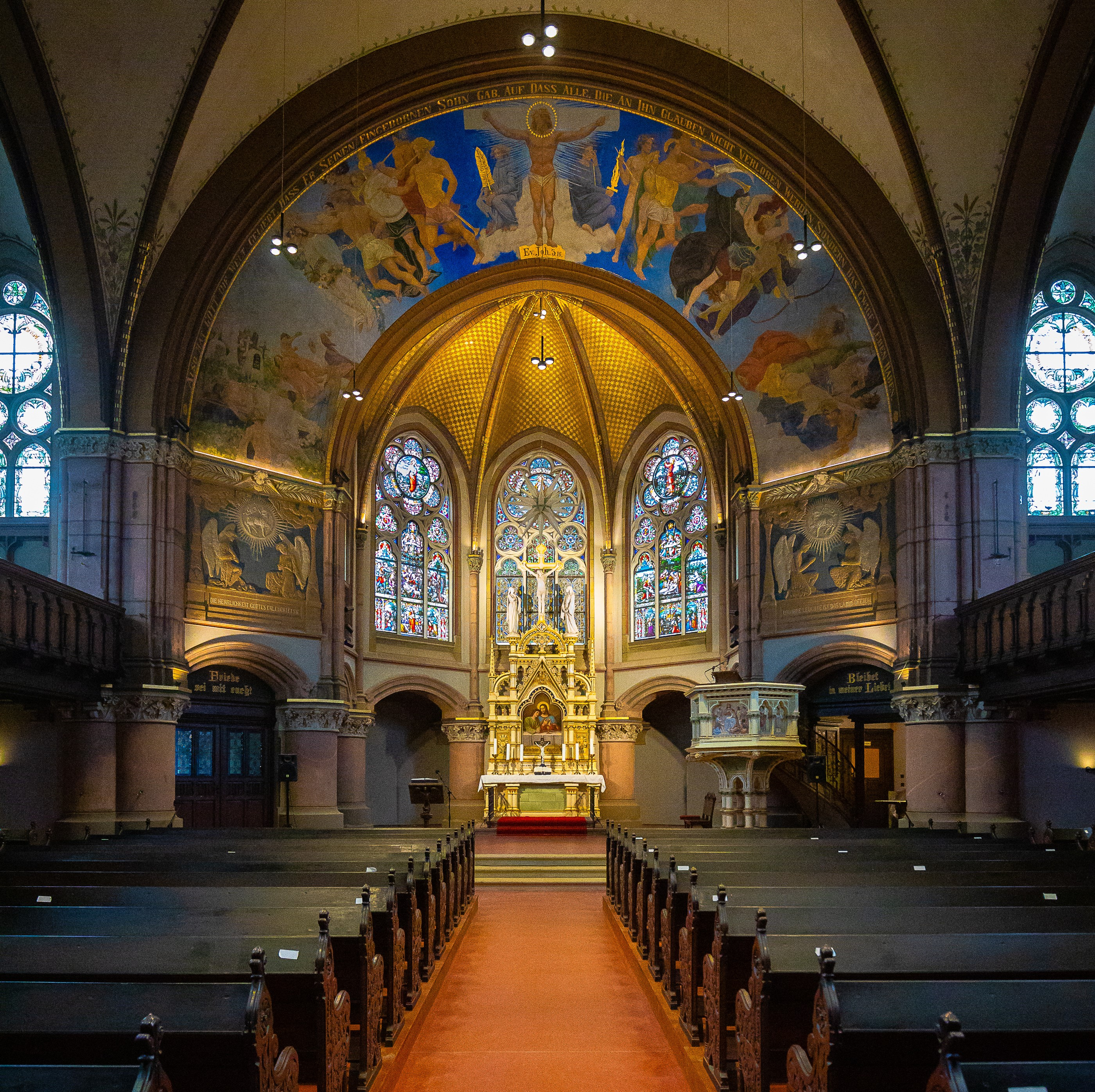
Innenansicht 2020

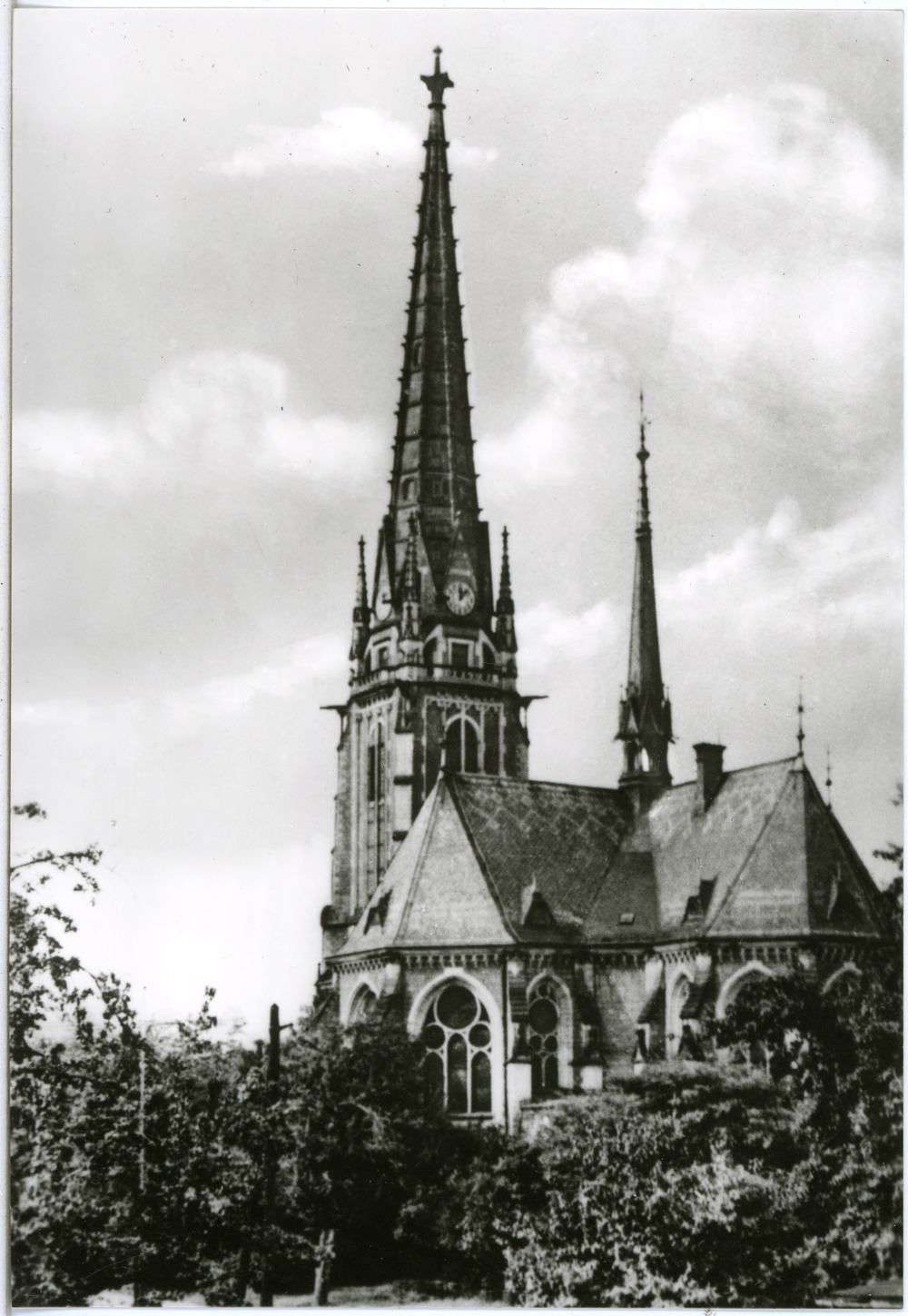
Historische Südostansicht, mit Dachreiter und ursprünglicher Dachdeckung

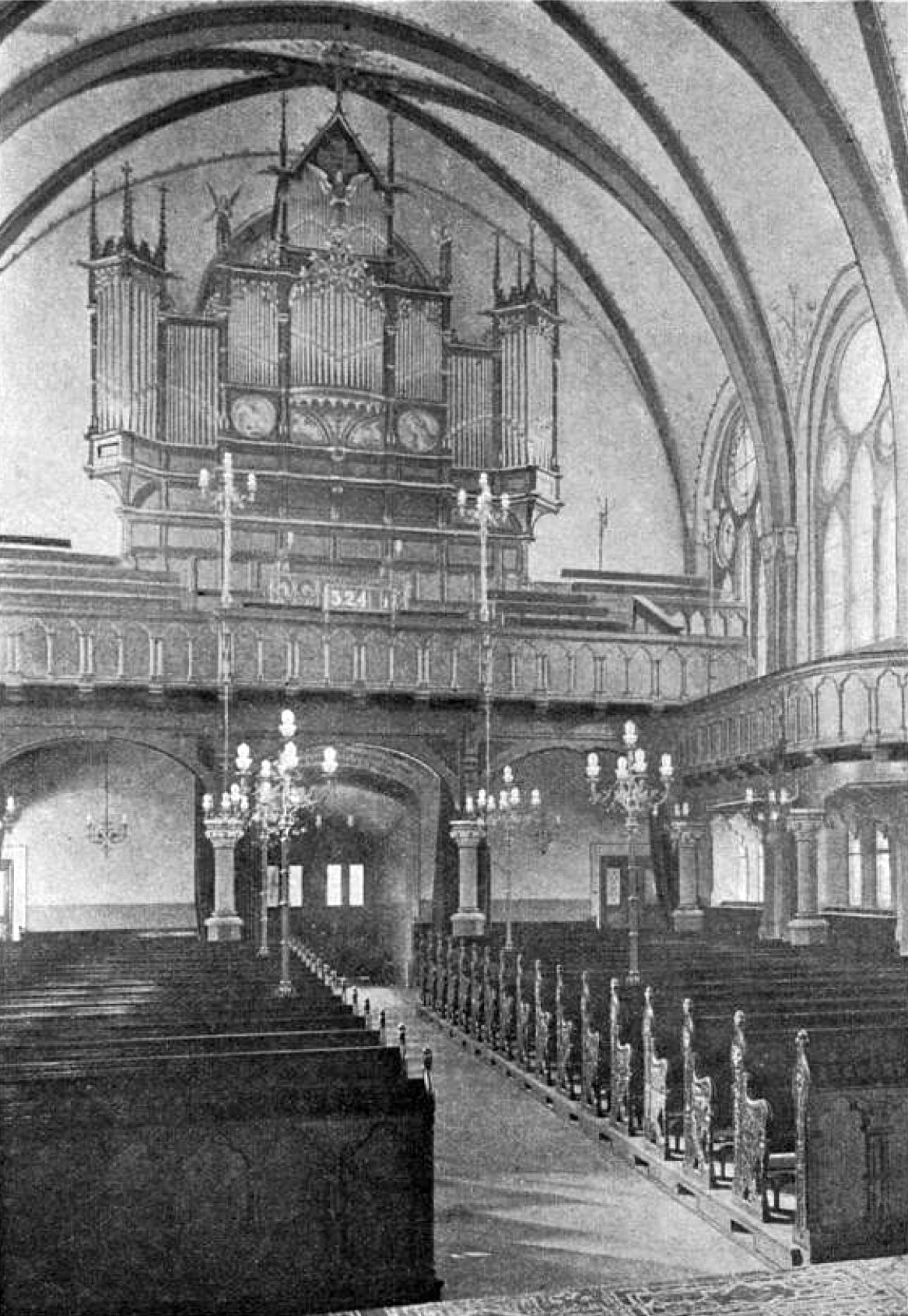
Innenraum um 1902

Die evangelische Johanneskirche ist ein neugotischer, kreuzförmiger, zentralbauartiger Kirchenbau im Ortsteil Cölln von Meißen im gleichnamigen Landkreis in Sachsen. Sie gehört zur Johanneskirchengemeinde Meißen-Cölln im Evangelisch-lutherischen Kirchenbezirk Meißen-Großenhain der Evangelisch-Lutherischen Landeskirche Sachsens und ist eines der wichtigsten Kirchenbauwerke des Historismus in Sachsen, das in seinem Bildprogramm, der Raumdisposition und der künstlerischen Ausstattung als Vorbild für den gleichzeitigen evangelischen Kirchenbau in Sachsen wirkte. Der Abschluss der jüngsten Renovierung wird am 29. Oktober 2023 mit einem Festgottesdienst anlässlich des 125-jährigen Kirchenjubiläums gefeiert.

## Geschichte und Architektur
Das Bauwerk wurde in den Jahren 1895–1898 nach Plänen von Theodor Quentin errichtet. Mit der Bauausführung war der Architekt Hans Klinke aus Meißen/Cölln beauftragt. Am 26. September 1895 erfolgte die feierliche Grundsteinlegung. Geweiht wurde die Kirche am 24. Oktober 1898. Während der gesamten Bauzeit kam es nur zu kleineren Unfällen ohne ernsthaften Verletzungen. Die Höhe des Turmes an der westlichen Giebelfront beträgt vom Kirchenboden bis zum Spitzhelm 64,50 Meter. 1974 wurde der Dachreiter über der Vierung entfernt. In den Jahren 1979–1985 erfolgte eine Dacherneuerung, wobei die ursprüngliche Musterung des Dachs nicht wiederhergestellt wurde. In den Jahren 1985–1986 wurden der Innenraum und die Fenster renoviert.
Der Außenbau ist aus dem einheimischen violetten Granit, gelblichem Postelwitzer Sandstein, steingrauem Cottaer Sandstein sowie hellrotem Porphyr aus Rochlitz erbaut. Im Äußeren ist der kreuzförmige Grundriss deutlich ablesbar. Der Chor und die Seiten des Querschiffs sind jeweils dreiseitig geschlossen. Ein steil proportionierter quadratischer Turm mit hohem steinernem Helm und Kreuzblume ist im Westen vorgelagert, zu beiden Seiten sind polygonale Treppentürme angeordnet. Das Bauwerk wird durch Satteldächer geschlossen, die an den Polygonen abgewalmt sind. Breite Spitzbogenfenster mit Maßwerk erhellen das Innere, das von Portalen an der Westseite und den Querhausenden erschlossen wird. Das Hauptportal ist durch ein Gemälde mit wetterbeständigen Farben auf Ton im Tympanon mit dem Thema des ersten Kommens des Apostels Johannes (Joh 1 ) hervorgehoben.
Im Innern ist das Bauwerk über dem Grundriss des griechischen Kreuzes mit zentralbauartiger Wirkung durch Kreuzgratgewölbe abgeschlossen. Der Chor ist von flachen Seitenkapellen begleitet, die einen Chorumgang bilden. Im nördlichen Winkel von Chor und Querhaus ist die Taufkapelle angeordnet, im südlichen die Sakristei. In den Querhausenden sind die Aufgänge zu den Emporen untergebracht.
Im Innenraum sind an drei Seiten eingeschossige Emporen untergebracht, das Gestühl ist mit Flachschnitzerei verziert. Die großen Glasgemälde sind von großer Leuchtkraft und mit einem reichen Bildprogramm entworfen. Die Chorfenster zeigen christologische Themen, die Seitenfenster den Wortlaut der Seligpreisungen und die dazu passenden Pflanzenornamente. Alle Fenster wurden in der Hofglaserei von Türcke & Schlein in Zittau gefertigt. Am Triumphbogen befindet sich eine Freskomalerei von Sascha Schneider mit dem Triumph des Kreuzes im Weltgericht nach Joh 3,16  dessen Ausführung sich lange verzögerte und erst am 25. August 1899 durch die Vertreter der Behörden und der Kirche abgenommen wurde. Zwei Tage später wurde der Triumphbogen geweiht. Schneider erregte damals durch seine moderne Kunstauffassung beträchtliches Aufsehen. Der einstige Entwurf von Schneider musste auf Verlangen des Kirchenvorstandes mehrfach geändert werden. Man forderte von Schneider zum Beispiel eine weitergehende Verhüllung der dargestellten menschlichen Körper.

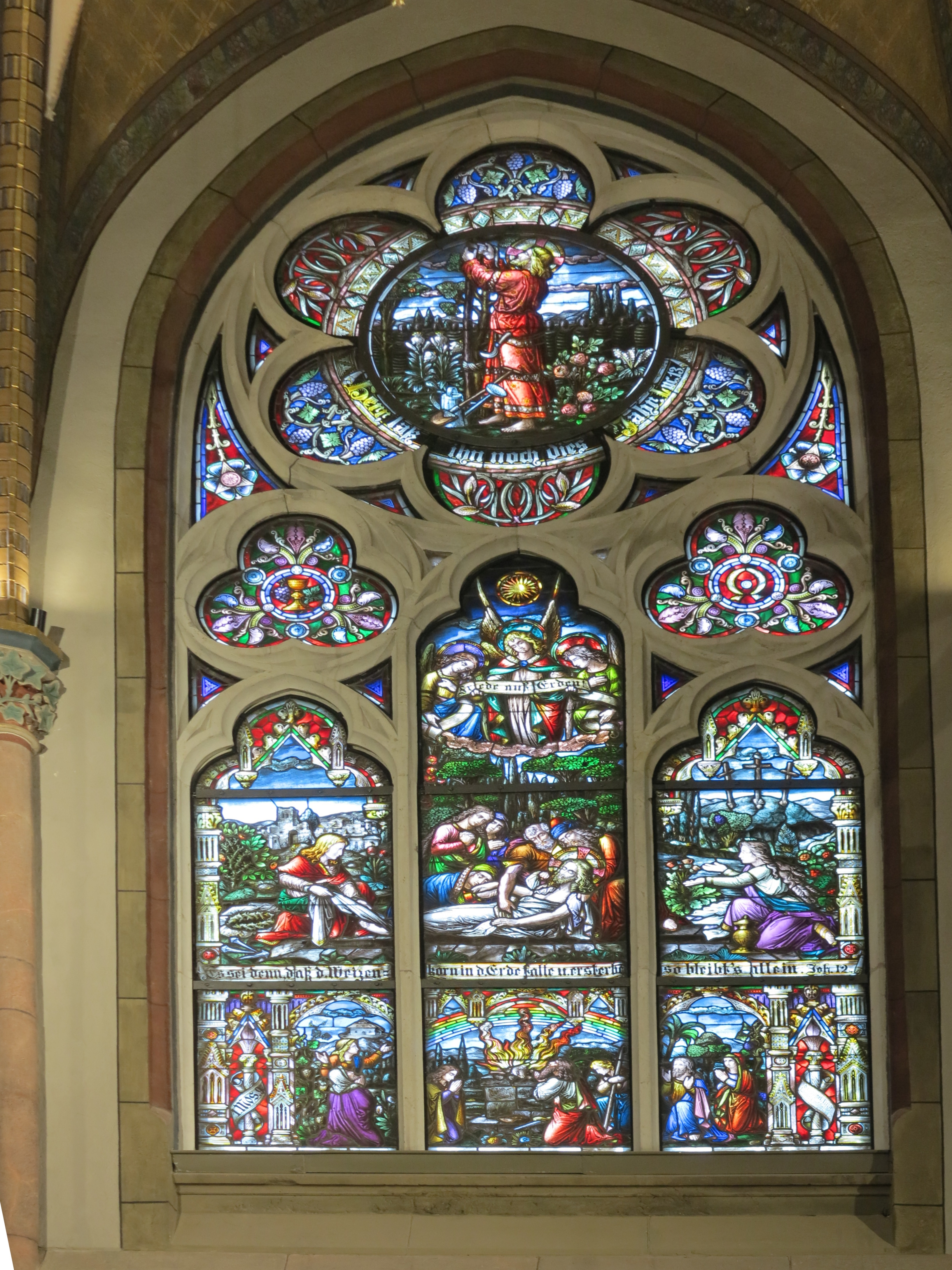
Buntglasfenster zum Gleichnis vom Feigenbaum ohne Früchte
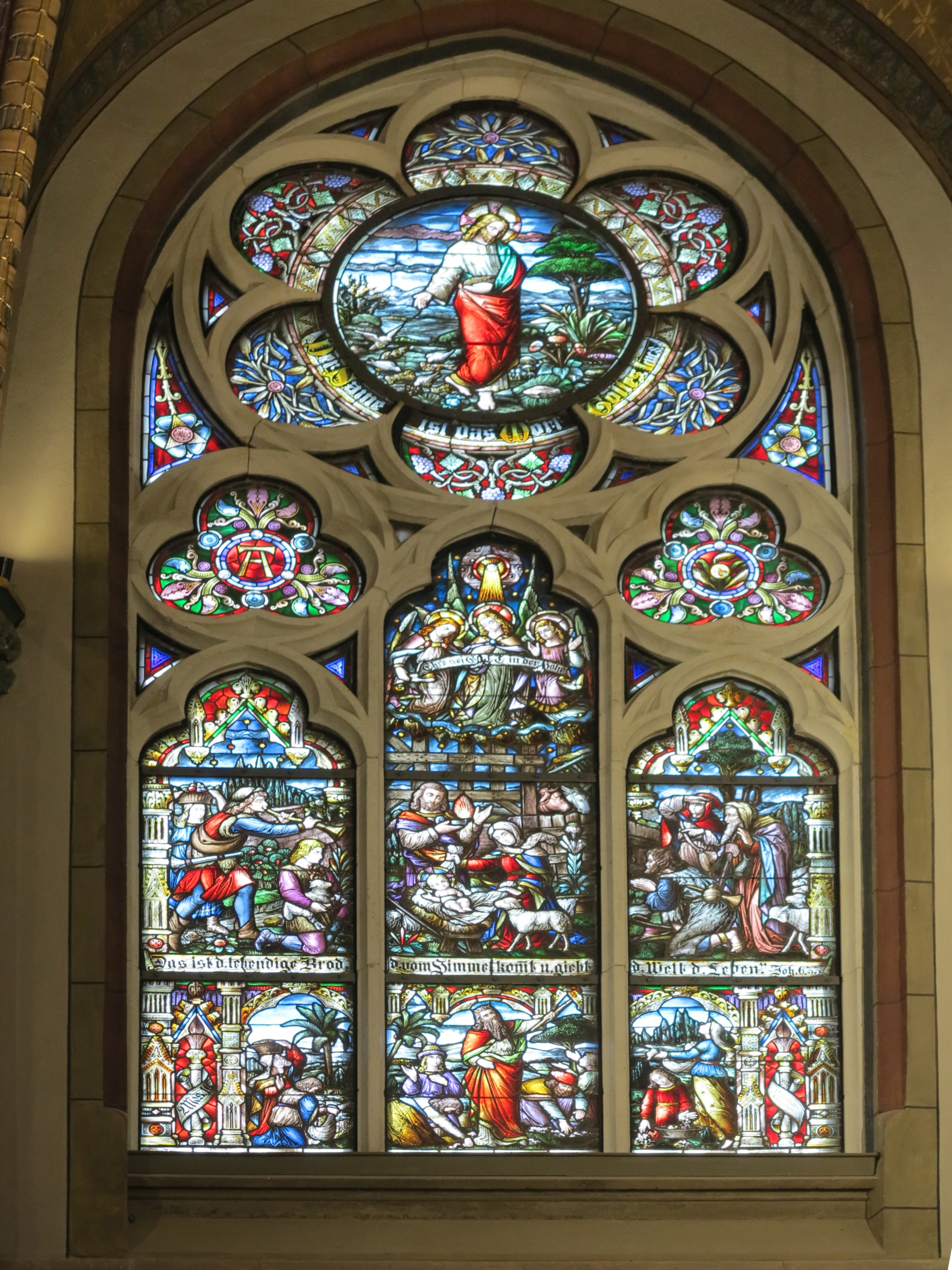
Buntglasfenster mit Gleichnis vom vierfachen Acker
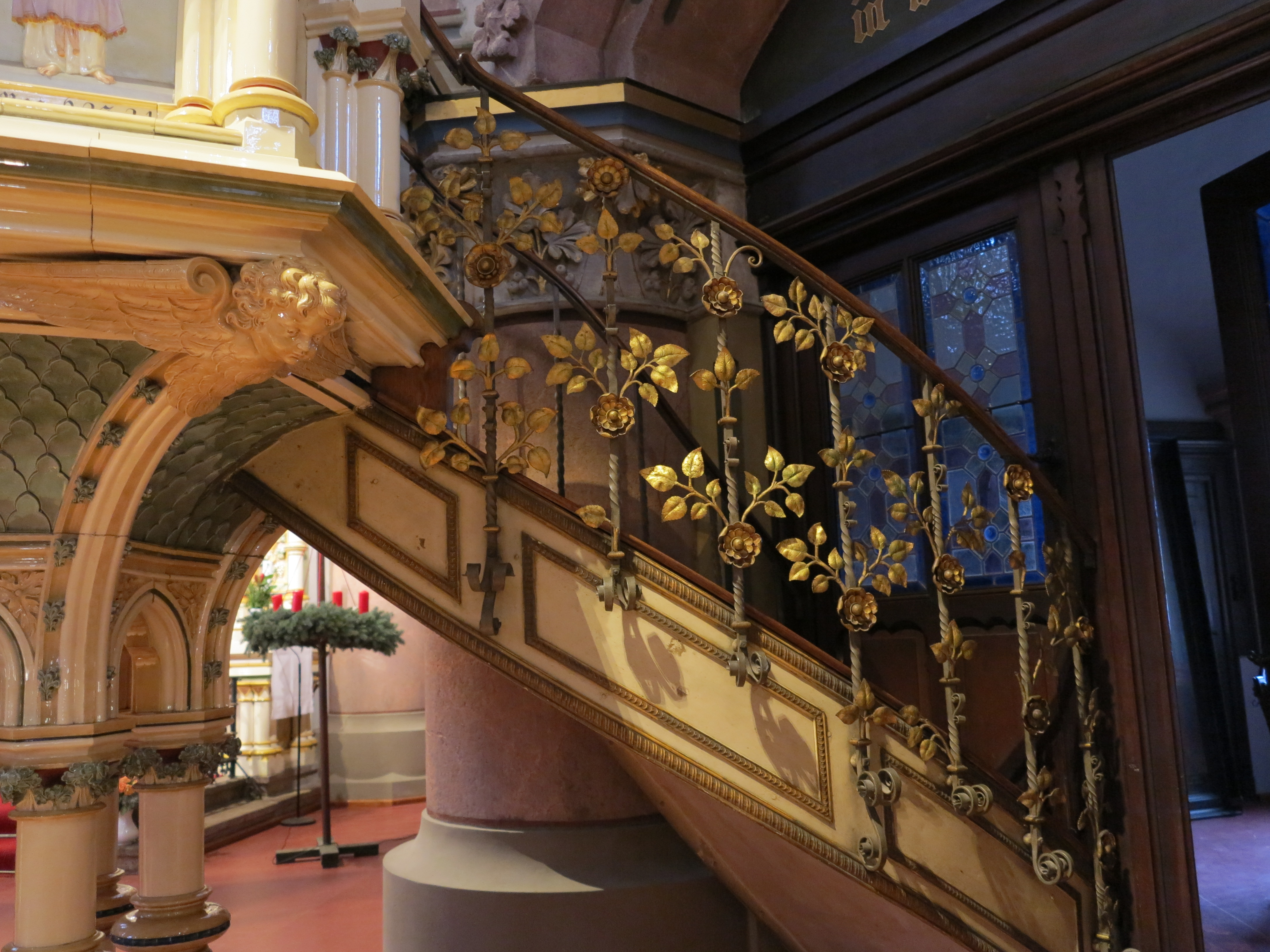
Kunstvoll verzierte Treppe zur Kanzel in der Johanneskirche
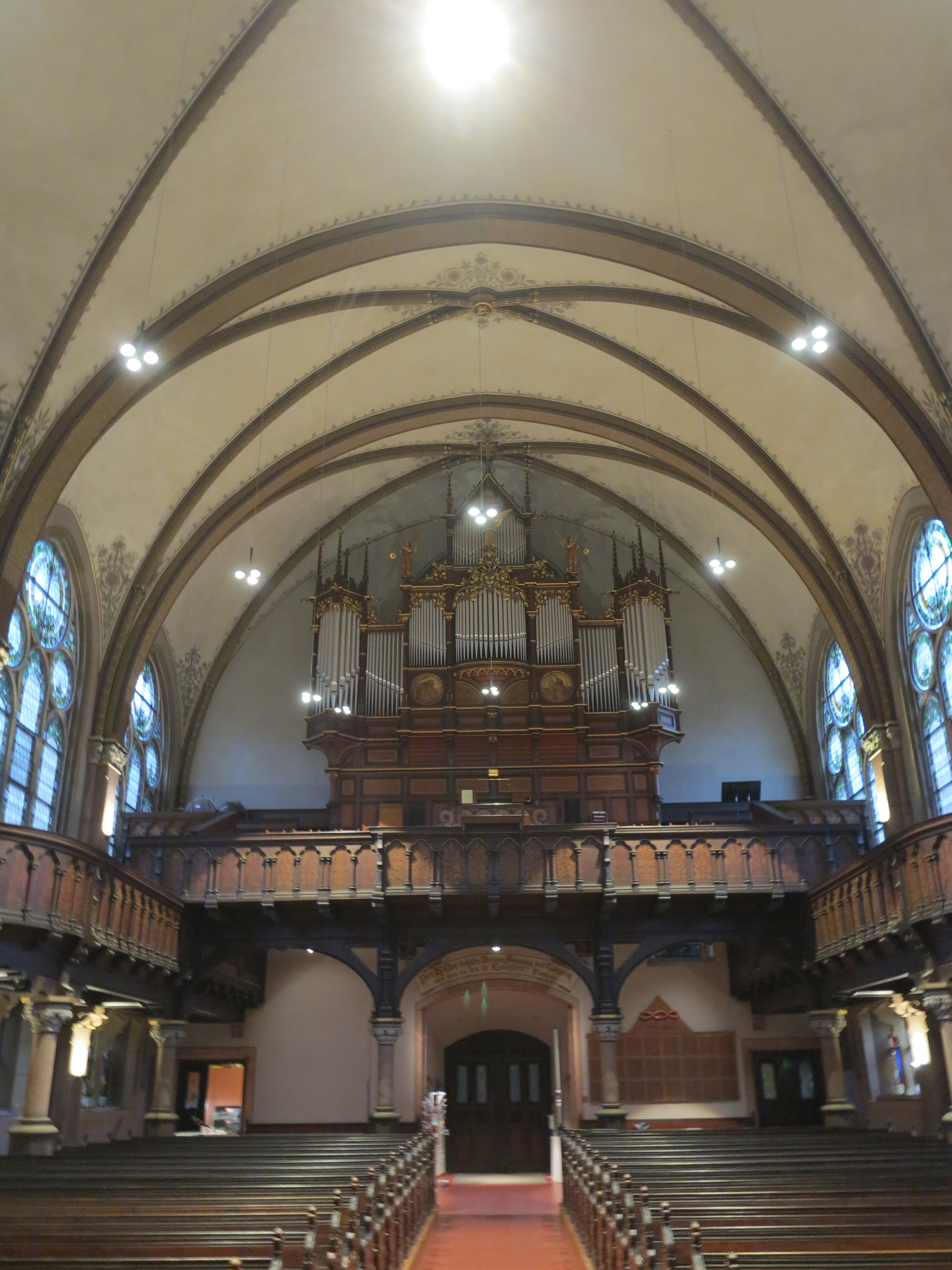
Blick zur Orgel

## Ausstattung
Die Ausstattung ist gemäß der örtlichen Besonderheit stark durch die Erzeugnisse keramischer Kunst geprägt. Altar und Kanzel sind aus Ton unter Verwendung von Majolikafarben gestaltet, die Kreuzigungsgruppe auf dem Altar wurde von Konrad Hentschel ohne Verwendung von Farbe gefertigt. Hergestellt wurde der Altar von der SOMAG in Meißen. Die Kanzel stammt dagegen von der Ernst Teichert GmbH.  Das Altargemälde wurde wie das am Eingangsportal als Fliesengemälde mit diagonaler Anordnung der Platten in Ton ausgeführt und zeigt Jesus beim Heiligen Abendmahl mit Johannes. Beide Gemälde wurden nach Zeichnungen von Erhard Ludewig Winterstein vom Porzellanmaler Ernst Hentschel ausgeführt. Die Kanzel nimmt das Thema aus der Urbanskirche in Meißen-Cölln auf. Dargestellt sind auf bemalten Tonreliefs die Evangelisten, Johannes der Täufer, Moses, Aaron und die Eherne Schlange, in der Mitte die Heilung der Blindgeborenen, mit Darstellung von Afrikanern und Indern in der Volksmenge als Symbol der Missionierung.
Der Taufstein besteht aus geschliffenem Cöllner Granit sowie französischem Kalkstein und wurde in einer Granitschleiferei in Weißenstadt, Bayern gefertigt. Der einfassende Rand des Beckens trägt das Motiv eines Weinstocks. Unterhalb davon die Worte „Weinstock hilf, daß deine Reben dich im Glauben stets umgeben“. Die wertvolle Taufschale aus Zinn von 1642 stammt aus der Urbanskirche und ist mit Meißner Beschauzeichen versehen; auf dem gekrümmten Rand sind vier Engel in Rundbogennischen mit Spruch, Stifternamen und Jahreszahl eingraviert. Ebenso stammt ein großes hölzernes Kruzifix aus dem 15. Jahrhundert aus der Urbanskirche. Das spätgotische Altarretabel ist wieder in der Urbanskirche aufgestellt.
An der Westwand der Kirche ist ein Gemälde von Sascha Schneider mit einer Darstellung des Fluchs Jeremiae zu finden. Dieses Antikriegs-Gemälde aus dem Jahre 1925 war ursprünglich ein Auftragswerk für die Loschwitzer Kirche im Dresdner Stadtteil Loschwitz. Es wurde dort aber nie aufgestellt und kam erst 1988 in die Johanneskirche.
Die Orgel ist ein Werk von Jehmlich aus dem Jahr 1898 mit neugotischem Prospekt, das später klanglich verändert und im Jahr 2016 durch die Firma Groß Orgelbau restauriert wurde. Sie hat 32 Register auf zwei Manualen und Pedal.